# Fifth Street (Teksas)
Fifth Street je naseljeno mjesto za statističke potrebe u američkoj saveznoj državi Teksas. Prema popisu stanovništva iz 2010. u njemu je živjelo 2.486 stanovnika.